# Philodromus psaronius
Philodromus psaronius là một loài nhện trong họ Philodromidae.
Loài này thuộc chi Philodromus. Philodromus psaronius được miêu tả năm 1968 bởi Charles Denton Dondale & Redner.